# Parque Solar Miravalles
O Parque Solar Miravalles (em castelhano:  Parque Solar Miravalles) é um projeto de energia solar localizado na província de Guanacaste, na Costa Rica, perto do vulcão Miravalles. É operado pelo Instituto Costarriquenho de Eletricidade (ICE).
Possui 4300 painéis solares, com uma potência individual de 235 W, para um pico total combinado de 1,0105 MW.
Na época da sua inauguração, era a maior central solar da América Central. Foi construído com fundos doados pela Agência Japonesa de Cooperação Internacional.